# Cifant
Cifant (grec antic: Κύφαντα) era una ciutat de la costa oriental de Lacònia que formava part de l'Eleutero-Lacònia.
Estava en ruïnes en temps de Pausànias (segle ii), però per les notícies que en donen altres escriptors havia de ser una ciutat important. Pausànias diu que es trobava a uns 110 estadis de Zarax i a dos-cents estadis de Pràsies, cap a l'interior. Claudi Ptolemeu enumera com a entitats separades el port i la ciutat. Pausànias afegeix que la ciutat tenia un temple d'Asclepi anomenat Estetèon amb una estàtua de pedra, i una font d'aigua molt freda que sortia d'una roca, que segons es deia, va ser originada per un cop de llança d'Atalanta.
Segons Polibi va ser una de les ciutats que va ocupar Licurg d'Esparta amb el seu exèrcit quan va envair l'Argòlida l'any 219 aC.